# Spongodes rakaiyae
Spongodes rakaiyae är en korallart som först beskrevs av Sydney John Hickson och Hiles 1908.  Spongodes rakaiyae ingår i släktet Spongodes och familjen Nephtheidae. Inga underarter finns listade i Catalogue of Life.